# Zuckerpuppen
Zuckerpuppen ist ein Lied des österreichischen Sängers Andreas Gabalier aus dem Jahr 2013.

## Entstehung und Veröffentlichung
Der Titel wurde von Andreas Gabalier selbst geschrieben und von Mathias Roska produziert. Die Erstveröffentlichung von Zuckerpuppen erfolgte als Promo-Single am 17. Mai 2013 bei Electrola. Am 7. Juni 2013 erschien das Lied als Teil von Gabaliers viertem Studioalbum Home Sweet Home (Katalognummer: 06025 3739294).
Das dazugehörige Musikvideo zählte bis Mai 2024 über 23 Millionen Aufrufe auf der Videoplattform YouTube.

## Chartplatzierungen
Obwohl Zuckerpuppen nicht als offizielle Single ausgekoppelt wurde, konnte es sich durch Downloads und Streaming in den deutschen und österreichischen Singlecharts platzieren.
| ChartsChartplatzierungen | Höchstplatzierung | Wochen |
| ------------------------ | ----------------- | ------ |
| Deutschland (GfK)        | 82 (1 Wo.)        | 1      |
| Österreich (Ö3)          | 29 (5 Wo.)        | 5      |

## Coverversion von Sarah Connor
Die deutsche Popsängerin Sarah Connor coverte das Lied 2014 im Rahmen der VOX-Musikshow Sing meinen Song – Das Tauschkonzert und erreichte ebenfalls Chartplatzierungen, obwohl es nicht als Single erschien.
| ChartsChartplatzierungen | Höchstplatzierung | Wochen |
| ------------------------ | ----------------- | ------ |
| Deutschland (GfK)        | 63 (1 Wo.)        | 1      |
| Österreich (Ö3)          | 49 (1 Wo.)        | 1      |